# 白音他拉站
白音他拉站位于中华人民共和国内蒙古自治区通辽市奈曼旗白音他拉苏木，是一个京通铁路上的铁路车站，建于1980年，目前为四等站，目前客运：办理旅客乘降；行李、包裹托运；货运：办理整车货物发到。